# Vivarium (película)
Vivarium es una película de suspenso psicológico y ciencia ficción de 2019 dirigida por Lorcan Finnegan, a partir de una historia de Finnegan y Garret Shanley. Se trata de una coproducción internacional entre Irlanda, Dinamarca y Bélgica, protagonizada por Imogen Poots y Jesse Eisenberg. Se estrenó en el Festival de Cine de Cannes el 18 de mayo de 2019 y en Irlanda el 27 de marzo de 2020 por Vertigo Releasing. La película sigue a una pareja (Eisenberg y Poots) que se ve obligada a cuidar de una misteriosa criatura humanoide mientras está atrapada en un extraño vecindario parecido a un vivarium.

## Trama
La escena inicial muestra el parasitismo de puesta de un cuco antes de presentar a la maestra de escuela primaria Gemma y a su novio, el empleado de mantenimiento Tom. Conducen para reunirse con el agente inmobiliario Martin, quien los lleva a un enorme desarrollo suburbano de casas verdes idénticas llamado Yonder, bajo un cielo extrañamente artificial. Martin les muestra la casa número 9 y les pregunta si tienen hijos. Cuando Gemma responde: «No, todavía no», Martin la imita perfectamente. Después de mirar alrededor del jardín, descubren que Martin ha desaparecido. Al intentar salir, se encuentran repetidamente en el número 9. Conducen por calles interminables e idénticas hasta que se quedan sin combustible.
Duermen en la casa. A la mañana siguiente, intentan escapar a pie, pero regresan constantemente al número 9. Frente a la casa encuentran una caja de comida insípida envasada al vacío. Tom prende fuego la casa para enviar una señal de humo; la ven arder y luego se quedan dormidos en la acera. Cuando se despiertan, descubren otra caja que contiene un bebé y el mensaje: «Críen al niño y serán liberados». El humo se disipa, pero la casa número 9 está intacta.
Después de 98 días, el bebé tiene el tamaño de un niño de diez años. Imita a Tom y Gemma y chilla cuando quiere comida. Cuando llama a Gemma «Madre», ella insiste en que ella no es su madre. Gemma y Tom esperan en el jardín con un pico para atacar a quien entrega la comida, pero nunca ven a nadie. Tom comienza a cavar un hoyo en el jardín y se retrae a medida que pasa el tiempo. Más tarde, comienza a escuchar sonidos extraños bajo tierra. En la sala de estar, el niño mira patrones fractales en la televisión.
Tom encierra al niño en su auto para matarlo de hambre, pensando que si alguien viene a buscarlo, podría obligarlo a liberarlo. Sin embargo, Gemma se apiada y lo libera. Tom sigue cavando todos los días y comienza a dormir en el hoyo. Un día, el niño desaparece y regresa con un libro de símbolos extraños e imágenes de humanoides con sacos en la garganta. Cuando Gemma le pide que imite a la persona que le dio el libro, emite sonidos ásperos e infla los sacos de su garganta, lo que horroriza a Gemma.
El niño madura hasta parecerse a un adulto joven y Tom se enferma, pero continúa cavando. El chico se va todos los días y Gemma intenta seguirlo, pero siempre regresa al número 9. En el agujero, Tom encuentra un cadáver enterrado en una bolsa. El chico deja a Gemma y Tom fuera de la casa y duermen en el auto. Gemma le ruega al chico que le dé medicinas a Tom, pero él responde: «Tal vez es hora de que lo liberen». Cuando Tom muere, el chico lo mete en una bolsa y la arroja al hoyo que Tom ha cavado.
Gemma hiere al chico con el pico. El chico se arrastra hacia un laberinto debajo de la acera. Gemma la sigue y atraviesa una puerta hacia varias habitaciones de otras casas con más niños y varios extraños, uno de los cuales se ha suicidado.
Vuelve a aterrizar en el número 9, débil y cansada. El chico la lleva hasta una bolsa y le explica que las madres mueren después de criar a sus hijos. Ella le dice que no es su madre y muere mientras cierra la bolsa. El chico la entierra con Tom y conduce de regreso a la oficina de bienes raíces, donde un anciano Martin yace agonizando en su silla. Martin le da al chico su etiqueta con su nombre y muere. El chico coloca a Martin en una bolsa y la mete en un vertedero de basura con la apariencia de un cajón de archivos. Cuando una pareja entra por la puerta, el chico los saluda tal como lo hizo Martin.

## Reparto
- Imogen Poots como Gemma
- Jesse Eisenberg como Tom
- Jonathan Aris como Martin
- Danielle Ryan como Mom
- Molly McCann como chica joven
- Senan Jennings como El chico
- Éanna Hardwicke como El chico (grande)
- Côme Thiry como El chico (bebé)

## Producción
En mayo de 2018, se anunció que Lorcan Finnegan dirigiría Vivarium a partir de una historia que coescribió con Garret Shanley, y que Jesse Eisenberg e Imogen Poots se habían unido al elenco. Se rodó en locaciones de Bélgica e Irlanda antes de trasladarse al Ardmore Studios de Wicklow, Irlanda.

## Estreno
Vivarium se estrenó en el Festival de Cannes el 18 de mayo de 2019. Poco después, Saban Films y Vertigo Releasing adquirieron los derechos de distribución en Estados Unidos y Reino Unido, respectivamente. Se estrenó en los Estados Unidos, el Reino Unido e Irlanda el 27 de marzo de 2020, con un estreno limitado en cines y un estreno en video bajo demanda el mismo día.

## Recepción
En Rotten Tomatoes, Vivarium tiene un índice de aprobación del 72 % basado en 155 reseñas, con una calificación promedio de 6,6/10. El consenso de los críticos del sitio dice: «Vivarium puede confundir casi tan a menudo como intriga, pero este híbrido de ciencia ficción y terror bien interpretado tiene ideas interesantes y las explora con estilo». En Metacritic, la película tiene una puntuación media ponderada de 64 sobre 100 basada en reseñas de 23 críticos, lo que indica «críticas generalmente favorables».